# Pero imperfectaria
Pero imperfectaria là một loài bướm đêm trong họ Geometridae.